# 蒙恬
蒙恬（約前250年—前210年），中国秦朝将领、书法家，祖居齐国，官至内史，祖父蒙骜和父亲蒙武皆为秦國名将。蒙恬北防匈奴多年，威震北方。秦始皇駕崩後，因為支持公子扶苏，被趙高設計谋害。

## 生平
蒙恬最初作过掌理司法文書的官吏。《史記·白起王翦列傳》记载蒙恬在前224年作为李信的副手，一起带兵二十万攻楚，独自带领一支分遣队攻克楚国的寝丘（今安徽临泉），李信在攻破鄢（今河南鄢陵）后，引兵向西，與蒙恬在城父（今河南宝丰县东）会合，不久李信军被楚军击破。秦始皇復用王翦为将，蒙恬父蒙武为裨将军带兵六十万攻楚。始皇二十六年（前221年）因为出身将门被秦始皇起用为将军，攻齐国大胜，后任内史。
统一六国后，秦始皇三十三年（前214年），率领秦军三十萬人征伐匈奴，次年收复河南地（今内蒙古河套一带），击退匈奴七百余里，屯兵上郡（今陕西榆林东南）。蒙恬吸取战国时期据险防御的经验，从榆中（今属甘肃）沿黄河至阴山构筑城塞，连接燕、赵、秦5000余里旧长城，據陽山（陰山之北）逶迤而北。并修筑北起九原、南至云阳的直道，构成了北方漫长的防御线。蒙恬守北防十餘年，匈奴慑其威猛，不敢再犯。
而当时蒙恬之弟蒙毅也在作上卿。蒙毅曾判处中车府令赵高死刑，但赵高又被赦免，从此蒙氏兄弟和赵高结怨。赵高和秦始皇幼子胡亥关系密切，曾私下教授胡亥法律方面知识，頗受胡亥重用。
秦始皇长子扶苏因數諫皇帝，失帝愛，貶至上郡，成為蒙恬的監軍。始皇三十七年（前210年）秦始皇在出巡中在沙丘病故。赵高勾結李斯，矯詔擁立胡亥继位，赐死扶苏，史称沙丘之变。因为蒙恬与扶苏关系密切，也同时赐死蒙恬。接到命令后，蒙恬覺得可疑，勸阻扶蘇：「皇帝陛下在外地，沒有立太子，派微臣率領三十萬大軍防守邊疆，又派您監軍，這是天下的重任啊。現在隨便一個使者來，就自殺？怎麼知道這不是有詐？我們應該上書請示，請示了再請示，再三請示，那時候死還不遲。」但扶蘇說：「父親要賜死兒子，有甚麼好請示的？」扶苏即刻自杀，蒙恬並未從死，被解除兵权关押在上郡的阳周，軍隊交由裨将王离指挥。
后来，由于扶苏已死，二世皇帝胡亥想释放蒙恬，赵高不肯，称蒙恬兄弟政治上倾向扶苏，于是蒙恬、蒙毅兄弟被逼服毒而死，葬於綏德縣城西的馬鞍山下。

## 家族
蒙恬的祖父蒙骜原居齐国，在秦昭襄王在位時来到秦国，在秦莊襄王时出现在史书中，不断地为秦国征战，后来成为上卿。到秦始皇初年成为了秦国最重要的将领之一。蒙恬的父亲蒙武作为王翦（正是后来蒙恬的裨将王离的祖父）的裨将军参加了秦灭楚之战。到蒙恬时，蒙恬已经可以率领当时秦军主力北征匈奴，连秦始皇的长子也被派到蒙恬军中作监军。蒙毅也同时官至上卿，并曾带兵，家族的地位更甚於蒙骜在世時期。弟弟蒙毅為得秦始皇信任的內衛大臣。但也造成了与胡亥、李斯和赵高等的矛盾和利益冲突，最终导致了蒙氏家族的灭亡。

## 评价
蒙恬在后世有各种评价，司马迁在《史记》中认为：蒙恬在当时位高权重，而秦朝刚刚建立，人民刚刚脱离战乱，需要休养生息，不去劝阻秦始皇滥用民力，反而积极的修筑长城是有罪的。
揚雄認為蒙恬的忠並無值得學習：“扬雄《法言》曰：或問：「蒙恬忠而被誅，忠奚可為也？」曰：「漸山，堙谷，起臨洮，擊遼水，力不足而尸有餘，忠不足相也。」”
司马光在《資治通鑒》中評：“臣光曰：秦始皇方毒天下而蒙恬為之使，恬不仁不知矣。然恬明於為人臣之義，雖無罪見誅，能守死不貳，斯亦足稱也。”
姜再恒評：“蒙恬將死，自咎斷絶地脉，太史公又言，恬當秦之初滅諸侯，不能彊諫振百姓之急。然恬本齊人也，耽榮祿于秦，不顧舊國而爲戎，首夷滅之。凡爲秦帥師，斬刈民庶，屠滅六國，以効忠于秦，其獲罪于天，固已大矣。其輕民力，斷地脉，在恬已細故也。若是者，安能任彊諫振百姓之事乎？非徒不能設能彊諫振百姓，亦無救於誅矣。夫爲彊忍貪怙者所役使，未嘗不反獲其罪，天理固然矣。”

## 軼事
传说蒙恬发明了毛笔，《史記》“恬取中山兔毛造筆”，晉人崔豹《古今注》提到：“牛享問曰：‘自古有書契以來，便應有筆，世稱蒙恬造筆，何也？’答曰：‘蒙恬始造，即秦筆耳。’”據說蒙恬在鎮守北方時，見匈奴以獸毛沾顏料繪圖，又同時前方戰況告急，才改篆刻竹簡由絲卷書寫軍情。這才聲名大噪，並由史官記於史冊內。考古发现在蒙恬之前中国已有毛笔，蒙恬應該是毛筆的改進者，1954年湖南長沙發現第一枝戰國毛筆。

## 影視形象
- 香港電視劇《秦始皇》（1986年）：由關偉倫飾演蒙恬。
- 中國大陸電視劇《大秦直道》（2007年）：由吴京安飾演蒙恬。
- 杭州玄機科技信息技術有限公司製作的中國大陸三維武俠動畫《秦時明月》第三季諸子百家（2010年）：由孙晔擔任蒙恬的配音員。
- 中國大陸電視劇《神話》（2010年）：由丁子峻飾演蒙恬。
- 遊戲《王者榮耀》中的英雄，定位為戰士，兒子是虛構英雄蒙犽
- 日本動漫《王者天下》，作者原泰久。

## 延伸阅读
[在维基数据编辑]
 《史記/卷088》，出自司馬遷《史記》

### 引用
1. ↑  司馬遷. . .  [-61].
2. ↑  司馬遷. . .  [-61].
3. ↑  司馬遷. . .  [-61].
4. 1 2  . zh.wikisource.org.   [2018-02-06]. （原始内容存档于2021-10-28） （中文）.
5. ↑  『硏經齋全集續集』 10冊, 史論, 蒙恬